# Litoria aurifera
Litoria aurifera es una especie de anfibio anuro de la familia Pelodryadidae.

## Distribución geográfica
Esta especie es endémica de Kimberley en Australia Occidental. Habita en la Reserva Natural del Río Prince Regent a una altitud de 46 a 408 m.

## Descripción
Los machos miden de 18.2 a 20.2 mm y las hembras de 20.3 a 21.6 mm. Su dorso varía de beige a marrón con tonos rojizos y manchas marrones o negras. Su vientre es blanco y sus miembros ligeramente violáceos.  Son tan pequeñas que pueden mover sobre el agua como cabrillas.

## Etimología
Su nombre específico, compuesto del latín aureus, "oro", y fero, "llevar", se refiere a las manchas doradas presentes en el cuerpo de los renacuajos de esta especie.

## Publicación original
- Anstis, Tyler, Roberts, Price & Doughty, 2010 : A new species of Litoria (Anura: Hylidae) with a highly distinctive tadpole from the north-western Kimberley region of Western Australia. Zootaxa, n.º 2550, p. 39-57[5]